# .44-40 WCF
Die 1873 eingeführte .44-40 WCF-Patrone (.44-40 Winchester Center Fire) war die Nachfolgerin der .44-Henry-Patrone mit Randfeuerzündung. Im Gegensatz zu dieser war sie eine für ihre Zeit leistungsfähige Zentralfeuerpatrone. Entwickelt wurde sie für das Winchester-Gewehr Model 73, den Nachfolger des Model 66. Bereits 1874 wurde die gleich stark geladene .38-40 WCF-Patrone in einem etwas kleineren Kaliber auf den Markt gebracht.

## Bezeichnung
Im deutschen Nationalen Waffenregister (NWR) wird die Patrone unter Katalognummer 187 unter folgenden Bezeichnungen geführt (Auswahl, gebräuchliche Bezeichnungen in Fettdruck)
- .44-40 WCF (Hauptbezeichnung)
- .44 Colt Lightning Magazine Rifle
- .44 Game Getter
- .44 Largo
- .44 Tigre
- .44 M 1873
- .44 W.C.F.
- .44-40
- .44-40 Winchester Marlin & Colt
- .44-40 Marlin
- .44-40 Winchester M.1873
- .44 Winchester Marlin & Remington

## Geschichte
Nach dem Erfolg des Winchester-Gewehres Mod. 1866 entwickelte die Winchester Repeating Arms Company eine verstärkte Version dieser Waffe. Anstelle von Bronze wurde für das Verschlussgehäuse Eisen verwendet. Die für die Waffe entwickelte Zentralfeuerpatrone hatte das gleiche Kaliber .44, Boxerzündung und eine auf 40 Grain erhöhte Schwarzpulverladung. Das Winchester Mod. 73 genannte Gewehr und der Karabiner wurden wie seine Patrone rasch zu einem Verkaufserfolg; zwanzig Jahre später waren bereits über 400.000 dieser Waffen verkauft, und 1885 brachte die Firma mit dem Model 1885 ein einschüssiges Gewehr auf den Markt, das auch im gleichen Kaliber erhältlich war.

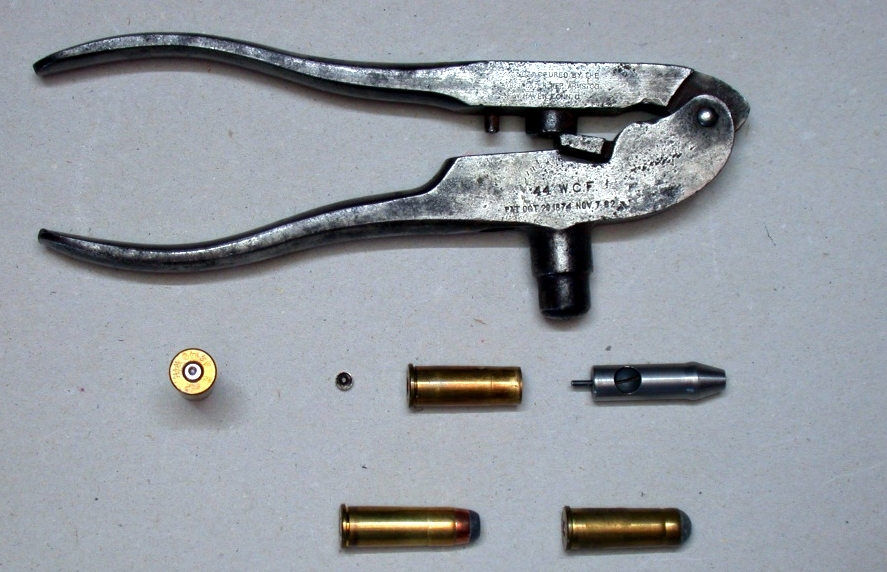
Wiederladegerät von Winchester für Boxerpatronen im Kaliber .44-40

Bereits ein Jahr nach der Einführung der Patrone, am 20. Oktober 1874, ließ Winchester ein Wiederladegerät patentieren. Das Gerät erlaubte das Entfernen des abgeschossenen Zündhütchens, das Kalibrieren der Hülse und das Einsetzen des Geschosses und des neuen Zündhütchens.
Ab 1875 bot Remington mit dem Model 1875 Frontier Army einen Revolver im .44-40 Kaliber an, 1877 zog Colt nach mit dem Colt Frontier Six Shooter, der .44-40er-Variante des Colt-Single-Action-Army-Revolvers, und ein Jahr später wurde der Colt Model 1878 Double Action auf den Markt gebracht. Ein weiterer Hersteller war Smith & Wesson, der erst 1885 einen .44-40-No.-3-Kipplaufrevolver herausbrachte, da die Firma mit der Fabrikation ihrer Revolver für das Ausland ausgelastet war, zudem mussten der Rahmen und die Trommel an die längere .44-40-Patrone angepasst werden.

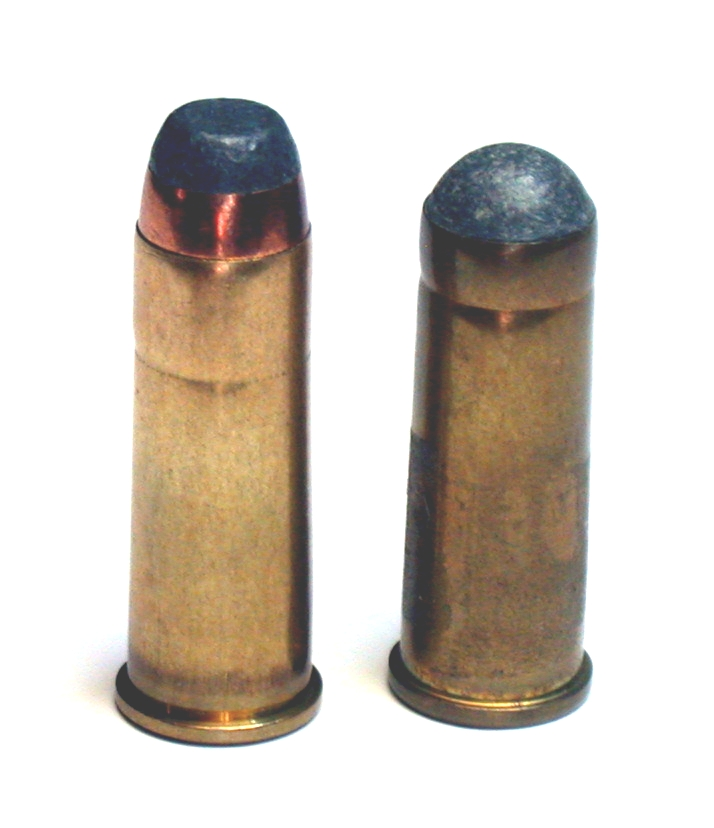
.44-40 WCF links im Vergleich zu .44-40 Game Getter

Colt brachte 1883–1885 den Colt-Burgess-Unterhebelrepetierer im Kaliber .44-40 WCF auf den Markt, musste die Produktion nach 6.403 hergestellten Exemplaren jedoch stoppen, da Winchester androhte, die Produktion von Revolvern aufzunehmen. Bereits ein Jahr später reagierte Colt mit dem Lightning-Vorderschaftsrepetierer mit Röhrenmagazin und bot die der .44-40 WCF entsprechende Patrone unter der Bezeichnung .44 CLMR (.44 Colt Lightning Magazine Rifle) Cartridge an. Andere Hersteller waren Marlin mit dem Unterhebelrepetierer Model 1888 und Remington mit dem Rolling-Block-Einzellader. Die Zahl der von den diversen Anbietern verkauften Patronen lässt sich nur abschätzen, Tatsache ist, dass es sich im amerikanischen Westen um die am weitesten verbreitete zivile Patrone handelte.
Die Firma Marble Arms Company, Gladstone, Michigan, verwendete die mit einer Rundkugel geladene .44-40-Patrone in der von 1908 bis 1942 hergestellten Game-Getter-Kombiwaffe; einer Pistole mit einem Schrot- und einem gezogenen .22-Kipplauf und angelenktem Anschlagschaft. Sie fand als leichte Jagd- und Verteidigungswaffe in der Wildnis Verwendung.
Mit dem von John Browning entwickelten „Model 1892“ brachte Winchester einen Unterhebelrepetierer auf den Markt, der auch für das Verschießen von rauchlosen Patronen geeignet war.
Noch vor der Jahrhundertwende wurde mit der Herstellung von Patronen mit rauchlosem Pulver begonnen. Bei den von Winchester laborierten .44-40-Patronen wurden jedoch die außenballistischen Daten der Schwarzpulverpatronen beibehalten. Die letzte Waffe, die noch ursprünglich in diesem Kaliber produziert wurde, war der Colt New Service Revolver (1898–1944).
Zur ausschließlichen Verwendung in Gewehren stellte Winchester ab 1903 eine .44-40-WHV-Patrone (Winchester High Velocity) her. Ein aus einem 24-Zoll-Lauf (610 mm) verschossenes 200-Grain-Geschoss erreichte dabei eine Mündungsgeschwindigkeit von 1.500 ft/s (460 m/s).
Mit dem Eintritt der Vereinigten Staaten in den Zweiten Weltkrieg wurde die Produktion der Patrone eingestellt, nach dem Krieg jedoch mit dem Aufkommen des Cowboy Action Shooting wieder aufgenommen.

## Moderne Munition
Aus Gewehrläufen verschossene 200-Grain-Geschosse erreichen eine Mündungsgeschwindigkeit von circa 1310 ft/s (400 m/s), aus einem 7-1/2"-Revolverlauf sind es ungefähr 975 ft/s (297 m/s) Quelle: Ballistics of Winchester Western cartridges 1956, Patronenbezeichnung W4440. Daneben werden auch stärkere Laborierungen für Langwaffen „for rifles only“ hergestellt. Wiederlader fertigen sich ihre Munition aus Präzisions- und Wirtschaftlichkeitsgründen gern selbst. Die zu ladende Menge von rauchlosem Pulver beträgt je nach Art des Pulvers und Geschosses nur einen Bruchteil der historischen 40 Grain Schwarzpulver. Aus alten Originalwaffen dürfen nur mit Schwarzpulver gefüllte Patronen oder schwach geladene Patronen mit dafür vorgesehenem rauchlosem Pulver verschossen werden. Aus originalen Colt-Single-Action-Army-Revolvern darf rauchlose Munition nur verschossen werden, wenn diese die Prüfmarke VP (in Dreieckform) am Abzugsbügel haben.